# Mount Friesland
De Mount Friesland is een berg in de Tangra Mountains op het eiland Livingston in de Zuidelijke Shetlandeilanden. De berg heeft een hoogte van 1700 meter.
De berg is bij robbenjagers al sinds 1820 bekend. Bij vergissing werd vanaf het midden van de 19e eeuw de naam Barnard Peak, die James Weddell voor de slechts 370 m hoge Needle Peak had gebruikt, toegepast. Sinds 1959 heeft hij in het Engels weer de oorspronkelijke naam, terwijl Chili en Argentinië de naam Monte Barnard bleven gebruiken.
Aan de zuidwestkant is Mount Friesland via een zadel verbonden met "De Synagoge", een scherpe rots- en ijsformatie die aan de naburige St. Boris Peak vastzit. Mount Friesland is grotendeels overdekt met een ijskap vanwaaruit in een viertal richtingen gletsjers naar beneden schuiven. Het weer is vaak vrij slecht in dit gebied, waar depressies met de westelijke bovenstroom rond de Zuidpool trekken. Volgens Antarctisch bergbeklimmer Damien Gildea, die er heeft geklommen, zo ongeveer het slechtste weer ter wereld.
Op 15 september 1976 verongelukte een Lockheed P-2 Neptune van de Argentijnse marine op de noordflank, waarbij de 11 bemanningsleden omkwamen.

## Beklimmingen
De eerste beklimming vond plaats op 30 december 1991 door de Catalonische bergbeklimmers Francesc Sàbat en Jorge Enrique. Zij meldden een tophoogte van 1807 meter. In 2003 volgde een Australisch-Chileense groep met Damien Gildea, John Bath, Fica Perez  Osvaldo Usaj, die de hoogte met GPS op precies 1700 meter vaststelden. Vroegere metingen kwamen variërend uit op 1650 tot 1780 meter. In 2004 beklommen Ljubomir Ivanov en Doitsjin Vasiljev van de 13e Bulgaarse Antarctica-expeditie de top. De Bulgaren Bojanov en Petkov beklommen de Mount Friesland in december 2016 en stelden per DGPS een hoogte van 1693 m vast, en voor de naburige St. Boris Peak 1699 m, zodat dit mogelijk de hoogste top van het eiland is. De sneeuw- en ijsbedekking op de toppen is aan verandering onderhevig, wat kleine veranderingen in de hoogte kan veroorzaken.

## Afbeeldingen

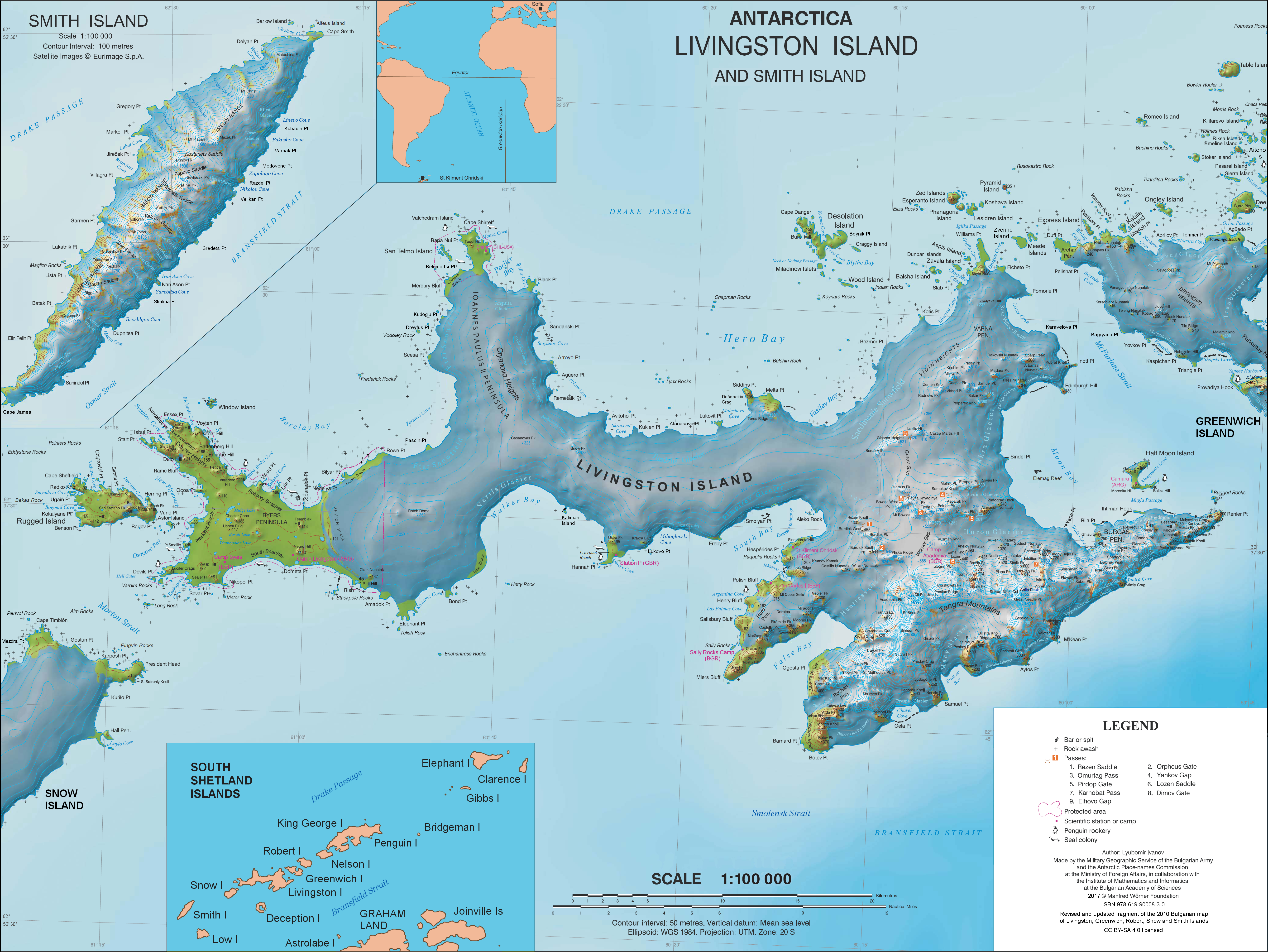
Topografische kaart van Livingston Island en Smith Island
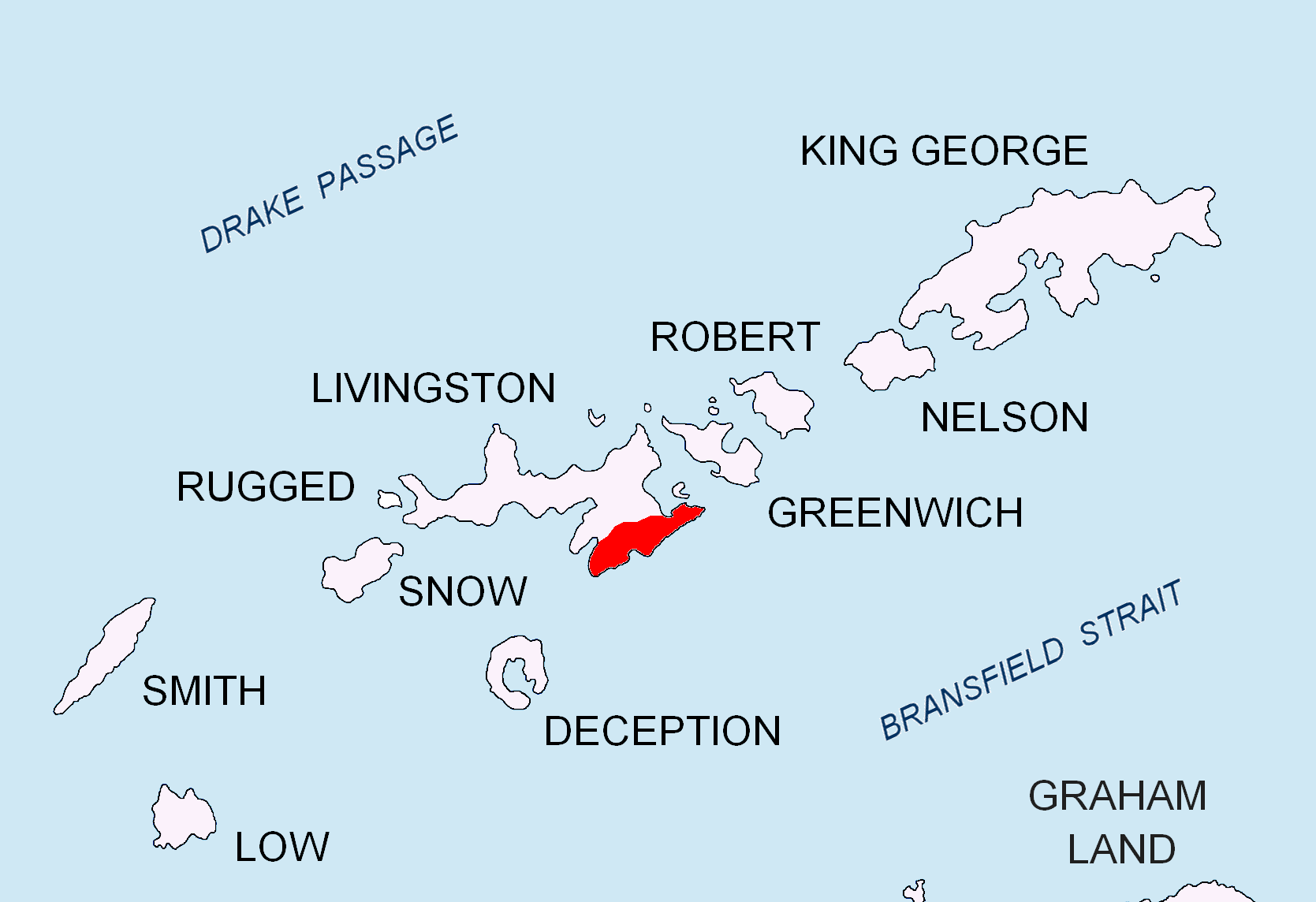
Locatie van de Tangra Mountains op Livingston Island in de South Shetland Islands
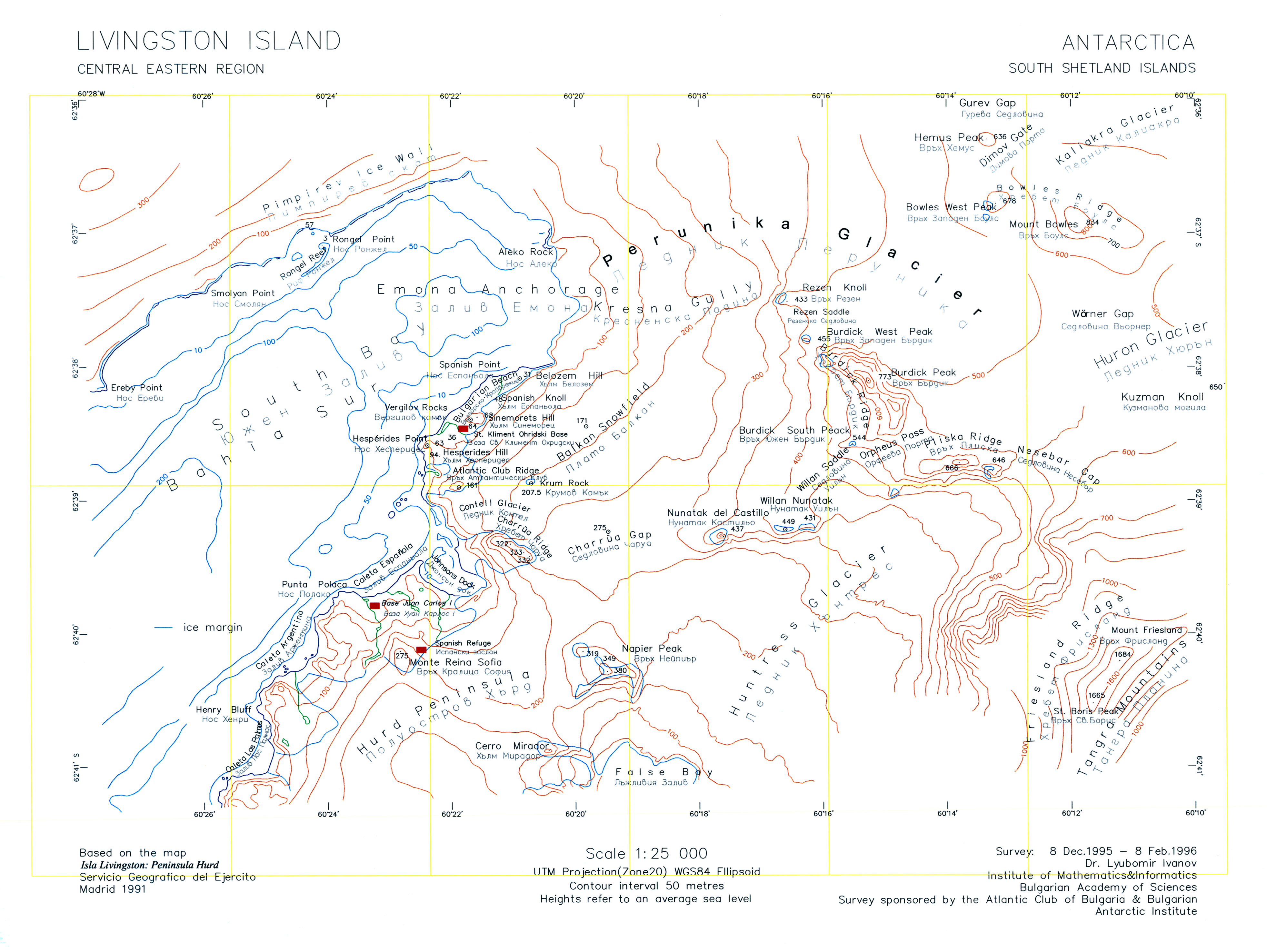
Topografische kaart van centraal-oost Livingston Island met Mount Friesland
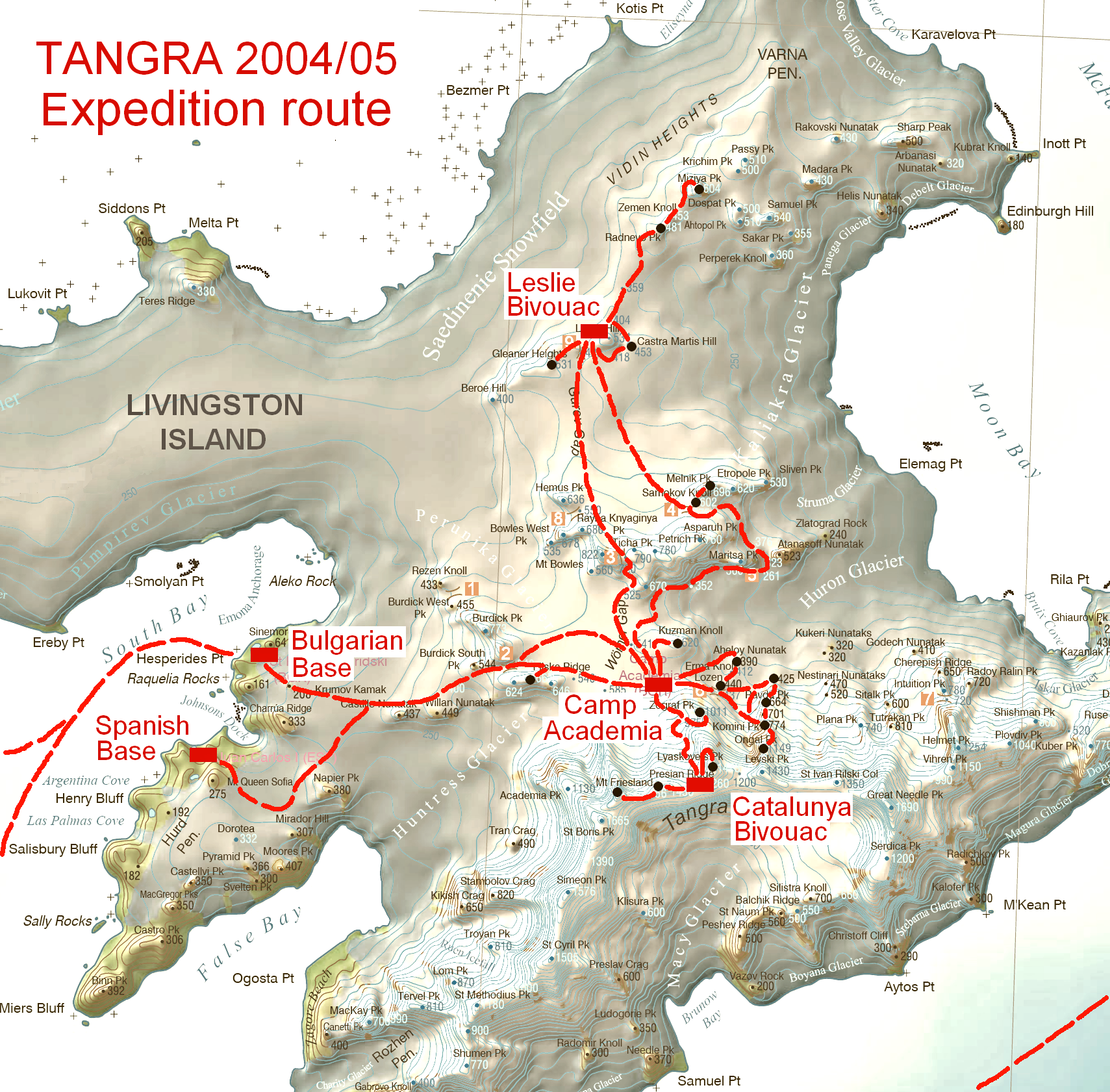
Onderzoeksroute 2004/05 expeditie inclusief Mount Friesland
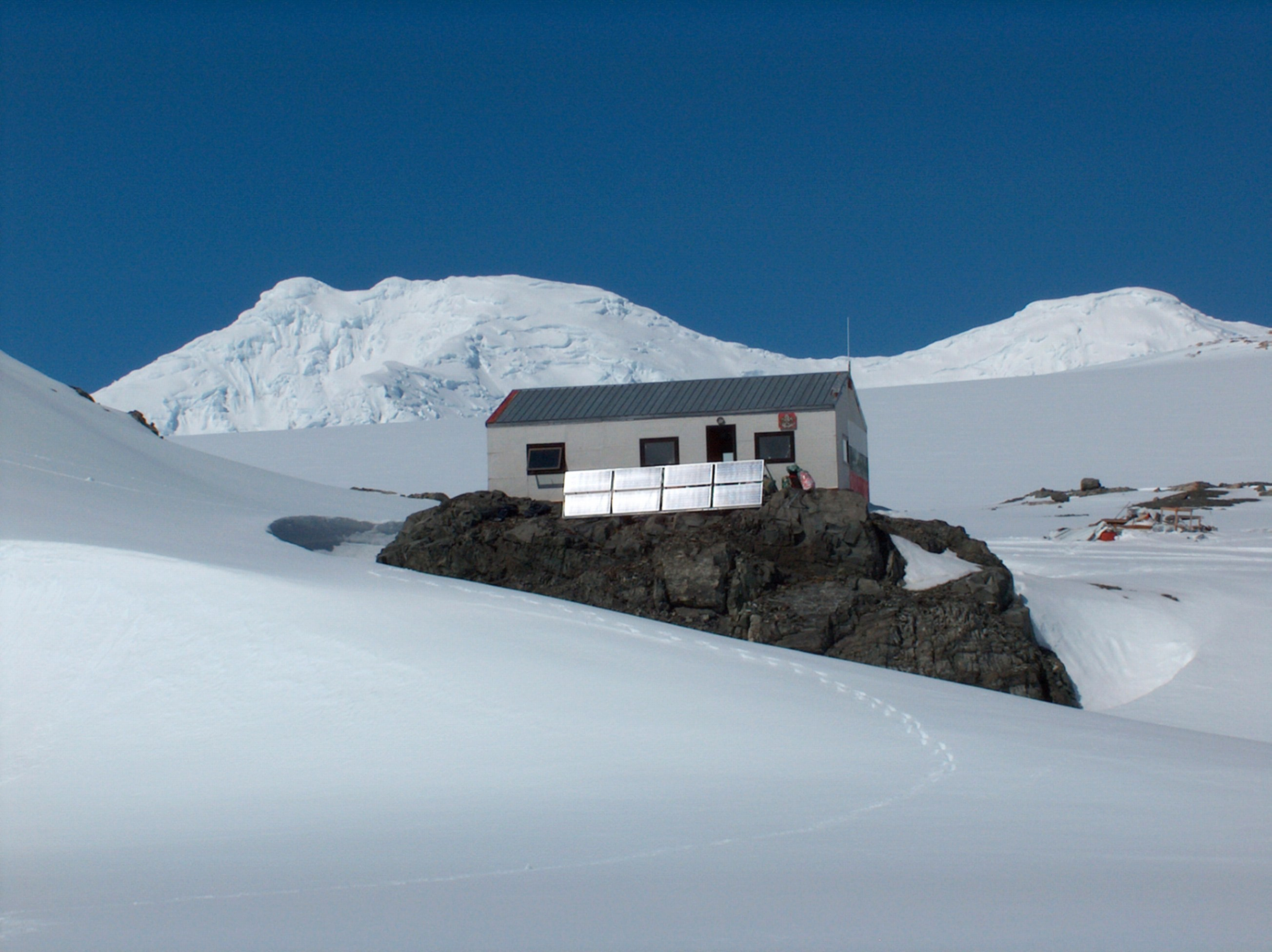
St. Kliment Ohridski Basis, met het Balkan sneeuwveld in het midden, links Mount Friesland, daarnaast St. Boris Peak en Simeon Peak op de achtergrond
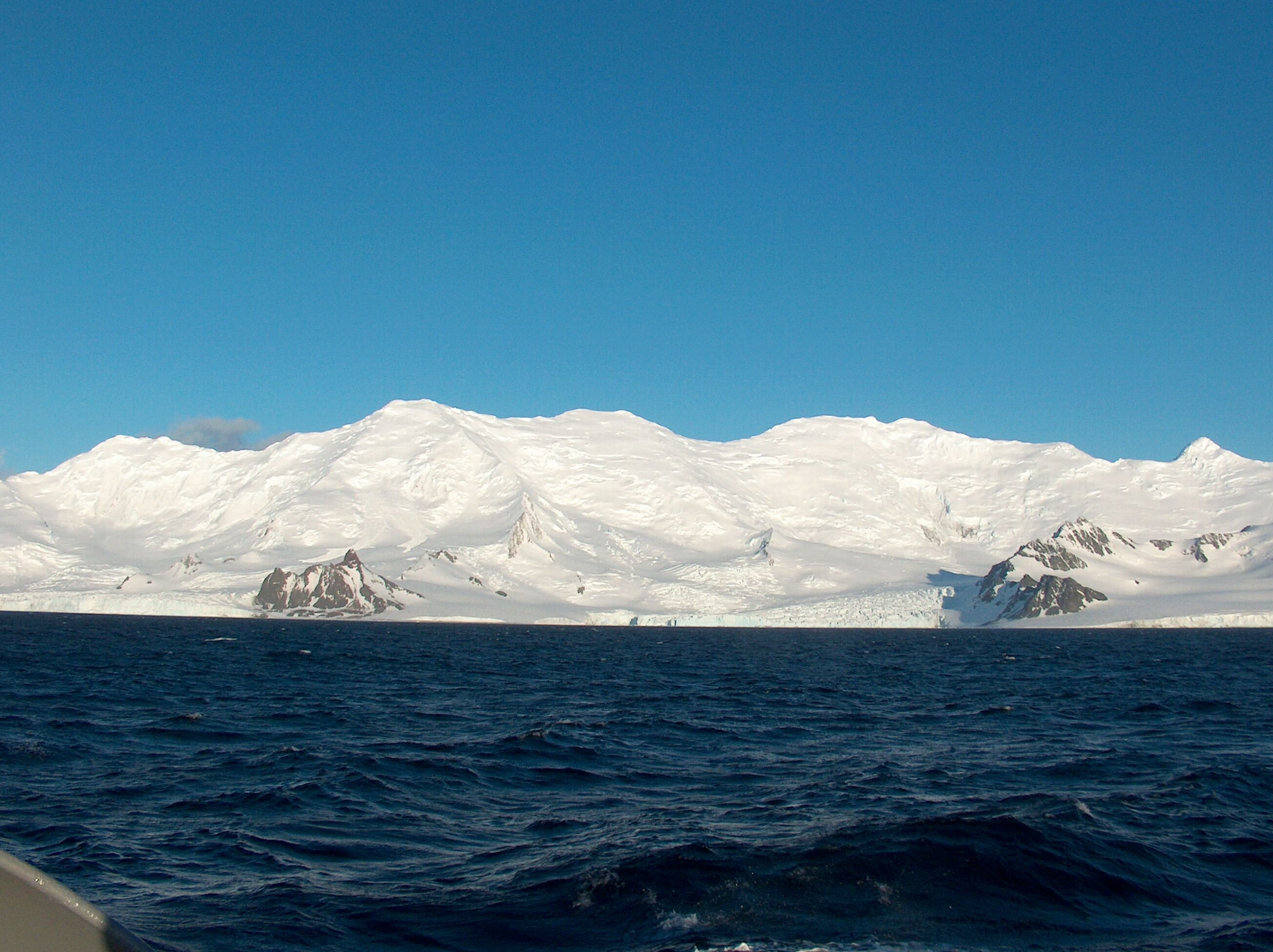
Friesland Ridge vanuit de Bransfield Straat, met onder andere de Mount Friesland
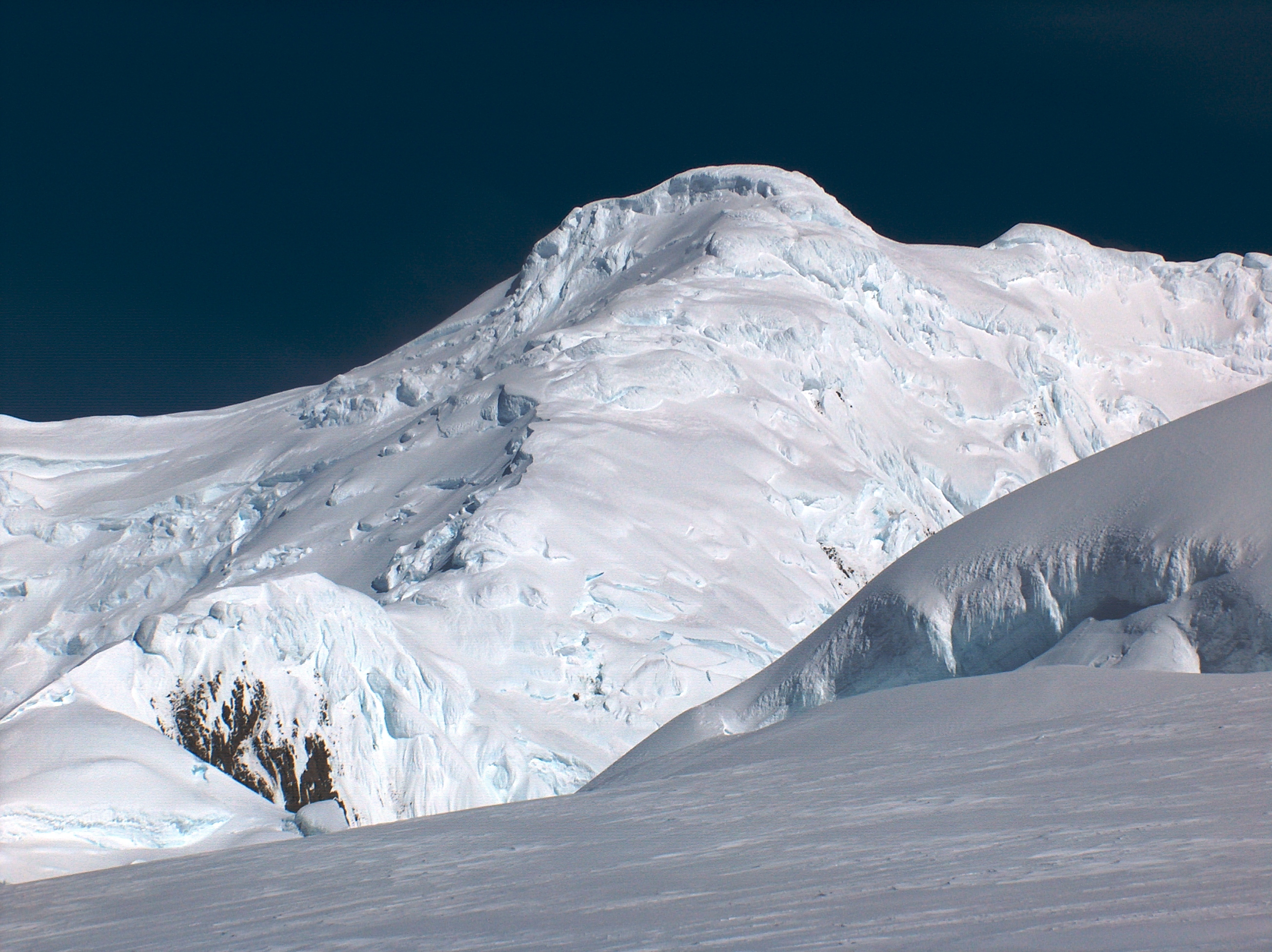
Top Mount Friesland vanaf een gletsjer op de berg
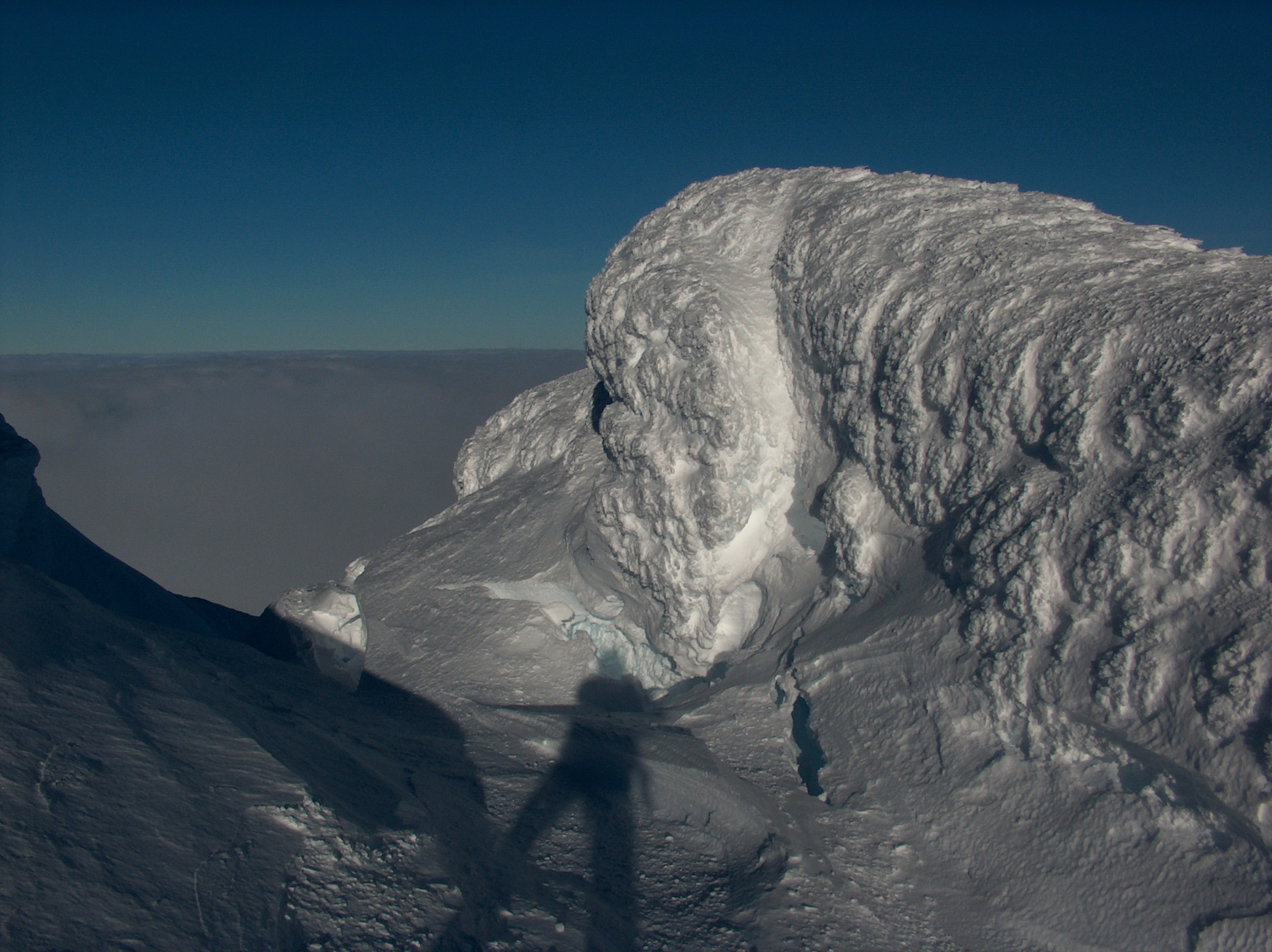
Top Mount Friesland
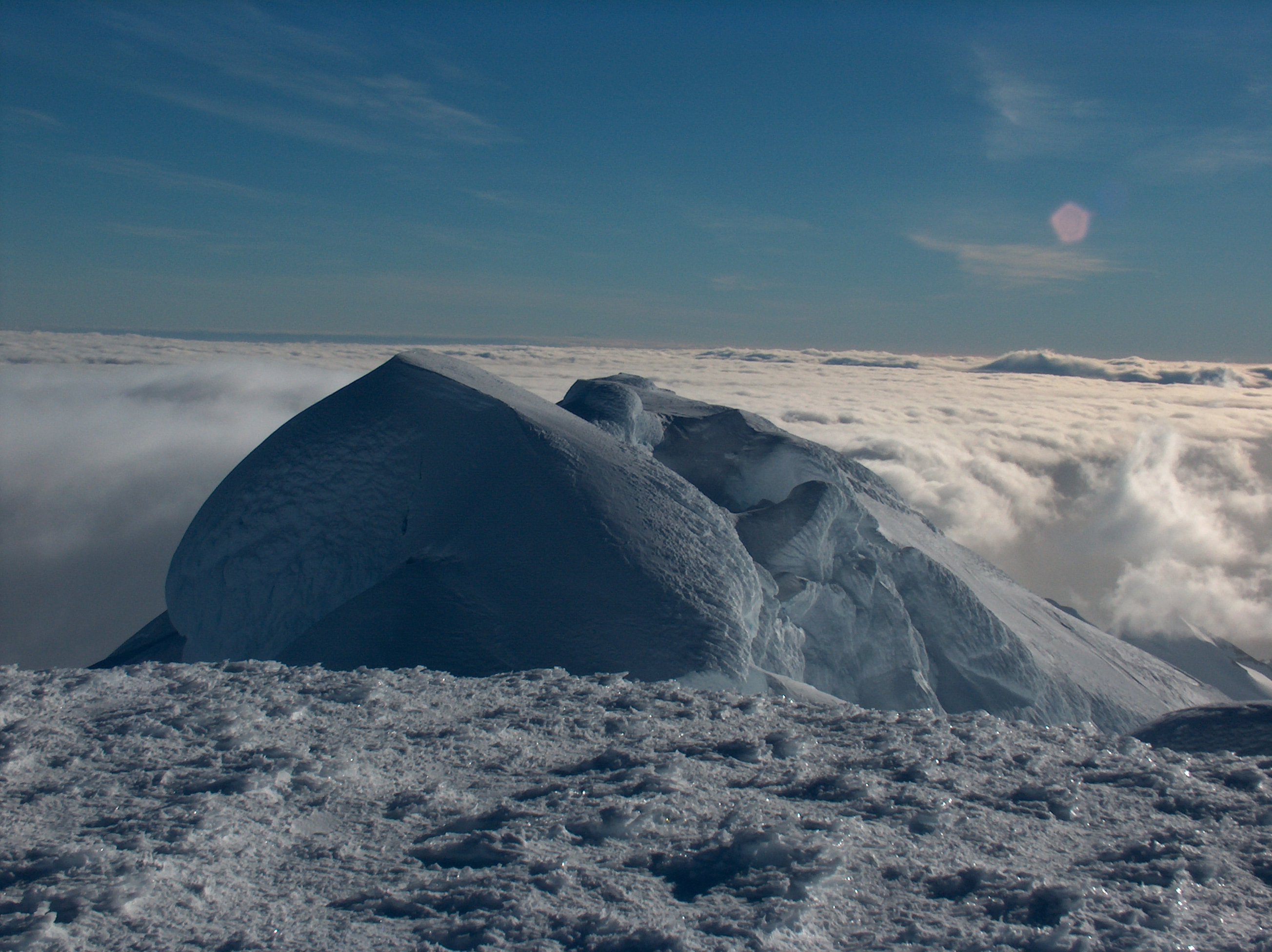
St. Boris Peak vanaf Mount Friesland, met ‘The Synagogue’ ijsformatie op de voorgrond
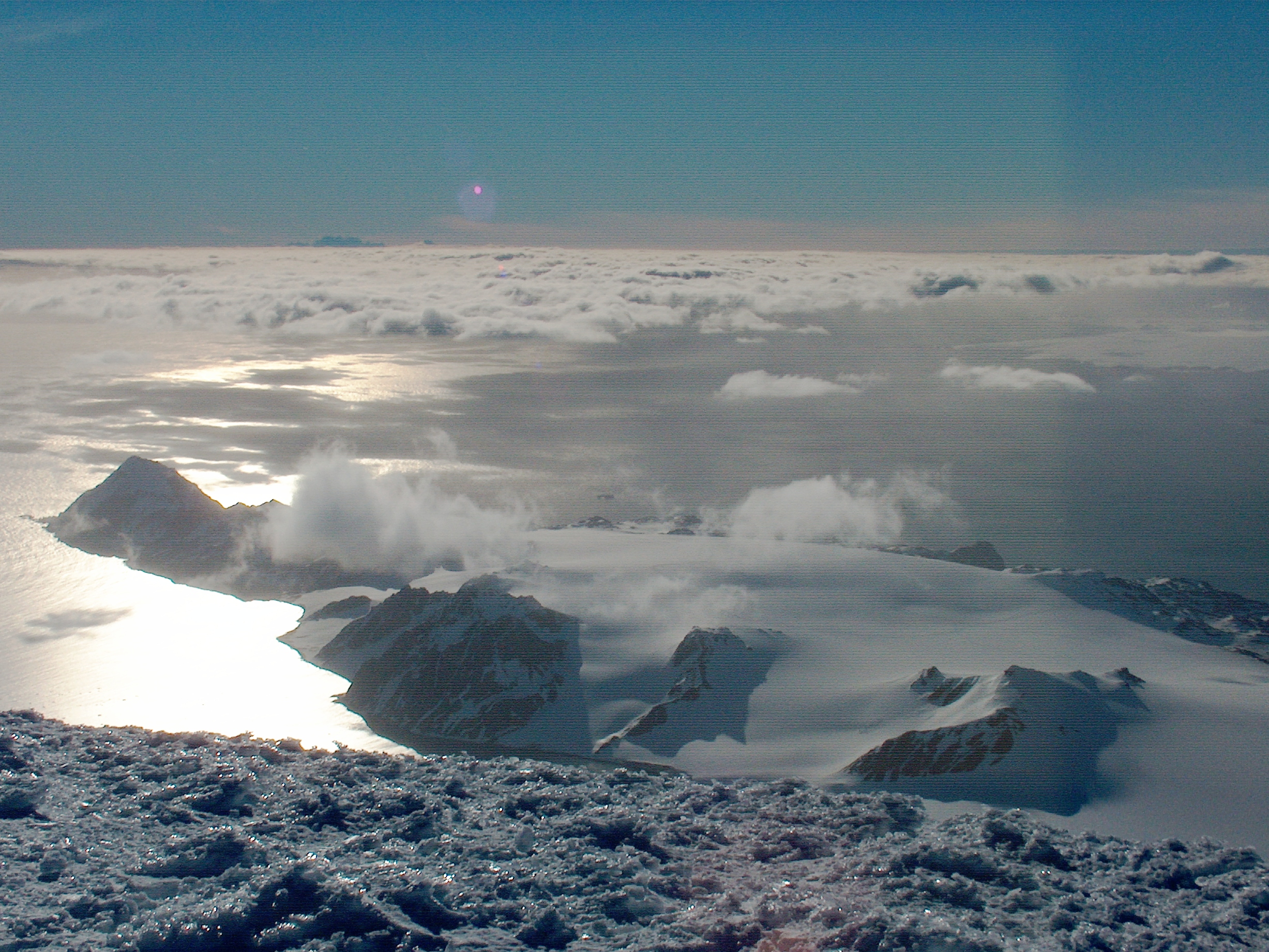
Zuidelijk Hurd Peninsula vanaf Mount Friesland, met Smith Island aan de horizon